# Lotte (konglomerat)
 For alternative betydninger, se Lotte. (Se også artikler, som begynder med Lotte)
Lotte er et sydkoreansk multinationalt konglomerat (chaebol) og en af de største fødevare- og shoppingkoncerner i Sydkorea og Japan. Lotte blev etableret i Juni 1948 i Tokyo af den koreanske forretningsmand Shin Kyuk-Ho også kendt som Shigemitsu Takeo. I begyndelsen solgte det blot tyggegummi. Efterfølgende ekspanderede Lotte til Korea med etableringen af Lotte Confectionery i Seoul 3. april 1967.
Lotte-koncernen består af over 60 forretningsenheder og beskæftiger 60.000 mennesker i så forskellige brancher som slikfremstilling, drikkevarer, hoteller, fast food, detailhandel, finansielle services, kraftige kemikalier, elektronik, IT, konstruktion, forlag og underholdning. Lottes væsentligste operationer kontrolleres af Shin Kyuk-Ho's familie i Sydkorea og Japan med yderligere forretninger i Kina, Thailand, Indonesien, Vietnam, Indien, USA, Rusland, Filippinerne, Pakistan og Polen (Lotte købte Polens største slikfirma Wedel fra Kraft Foods i Juni 2010). I dag er Lotte den største slik og tyggegummiproducent i Sydkorea.

## Navn
Firmaet er navngivet efter karakteren Charlotte i Johann Wolfgang von Goethes værk Den unge Werthers lidelser.

## Ledelse
Lotte Holdings Co., Ltd. – Lotte-koncernens verdenshovedsæde er lokaliseret i Shinjuku, Tokyo. Det styres af grundlæggeren Shin Kyuk-ho's familie.
Lotte Groups totale omsætning er på ca. 367 mia. yen  eller ca. 44,9 mia. US dollar.) in 2010.

## Forretningsområder
Lotte-koncernens primære forretningsområder er fødevarer, shopping, finansiering, konstruktion, forlystelsesparker, hoteller, handel, olie og sport.
- Fødevarer: Lotte Confectionery, Lotte Chilsung, Lotte Samkang, Lotteria, E Wedel
- Shopping: Lotte Shopping,[4] Lotte Mart, Lotte Department Store, Lotte-Assi Plaza[5]
- Finansiering: Lotte Insurance, Lotte Card, Lotte Capital
- Ejendom: Lotte Castle High Rise Apartment Complex
- Forlystelsesparker: Lotte Cinema, Lotte World i Seoul, en af verdens største indendørs theme parks.
- Hoteller: Lotte Super Tower 123, skyskraber i Seoul, Korea, 2014 og Busan Lotte Towern skyskraber i Busan, Korea, 2013
- Handel: Lotte international[6]
- Kemi: Honam,[7] KP Chemical[8]

### Sport
Lotte ejer professionelle baseballhold
- Chiba Lotte Marines i Japan (1971–)
- Lotte Giants i Busan, Sydkorea (1982–).

### Lotte R&D Center
- Korea R&D Center : 23,4-ga, Yangpyeong-dong, Yeongdeungpo-gu, Seoul
- Japan R&D Center : Saitama, Japan

### Navn
Kilden til virksomhedens navn er hverken koreansk eller japansk men tysk. Shin var imponeret af Johann Wolfgang von Goethes The Sorrows of Young Werther (1774) og navngav sin nystartede virksomhed Lotte efter romanens hovedperson Charlotte ("Charlotte" er også navnet på en række luksusbiografer der drives af Lotte). Lottes nuværende slogan i Japan er oversat til dansk Din ganes elskede Lotte.

## See also
- Lotte Card
- Lotte Capital
- Lotte Chilsung
- Lotte Confectionery
- Lotte Department Store
- Akio Shigemitsu